# Pignon (Haiti)
Pignon (Haitianisch-Kreolisch Piyon) ist eine Gemeinde im Département Nord von Haiti.

## Geschichte
Durch ein vom Staatsrat Haitis am 9. Juli 1924 verabschiedetes Gesetz wurde die Gemeinde Pignon aus Teilen des ehemaligen Stadtteils Mathurin der Stadt Saint-Raphaël gebildet.
Sie trägt den Namen des französischen Kaufmanns Guillaume de Pignon, der im Jahr 1699 in die Gegend kam. Er wurde von den natürlichen Ressourcen angezogen, vor allem Baumwolle, Kaffee, Kakao, Bananen, Mango und Zuckerrohr und ließ sich am Fuß der umliegenden  Berge nieder.
Die Gemeinde wurde 1890 offiziell vom haitianischen Staat anerkannt und erhielt im Jahr 1924 das Stadtrecht.

## Lage und Beschreibung
Pignon liegt im äußersten Südosten des Département Nord.
Neben dem Stadtzentrum Ville de Pignon bestehen folgende Gemeindebezirke:
1. Savannette mit Bouquet d'Homme, Crébapié, Des Fonds, Fontaine, Kanie, Nan Guape, Savane Longue, Savanette und Terre Blanche sowie
2. La Belle-Mère mit Baliares, Berou, Bouquerome, Caiman, Candelon, Diépois, En Bas Platon Boroc, Lacoste, Laguerre, Lan Claire, Lèlène, Louis-Gilbert, Nan Didier, Nan Manuel, Nan Vincent, Pied Louis, Potosuel, Quanalope, Savane Lapila und Tiresas.

Die Route Nationale RN-3 führt durch Pignon. In nördlicher Richtung sind es 16 Kilometer nach Saint-Raphaël, in südlicher Richtung 29 Kilometer nach Hinche.
Pignon ist besonders stark von der Bandenkriminalität, die in Haiti Anfang der 2020er Jahre grassierte, betroffen. Bereits Anfang des Jahres 2018 konstatierten Beobachter, dass in Pignon „Banditen das Gesetz machen“. Die Situation verschärfte sich durch den Gebrauch von Schusswaffen, dem die Ordnungsbehörden kaum Herr wurden. Die bewaffneten Banden lynchten, führten Raubüberfälle aus und vergewaltigten. Besonders betroffen war der Ortsteil Fontaine im Gemeindebezirk Savannette.